# Piscu Mare
Piscu Mare – wieś w Rumunii, w okręgu Vâlcea, w gminie Stoenești. W 2011 roku liczyła 141 mieszkańców.